# クリストファー・アンヴィル
クリストファー・アンヴィル（Christopher Anvil, 1922年3月11日 - 2009年11月30日）はアメリカのSF作家で、本名はハリー・C・クロスビー(Harry C. Crosby)。彼はSF雑誌『イマジネーション』の1952年12月号から、作品"Cinderella, Inc."（未訳）を出してデビューした。1956年までには、彼はアンヴィルの名を採用し、『アスタウンディング』誌の常連作家となった。
アンヴィルの、『アスタウンディング（アナログ）』誌への度重なる登場は、彼がキャンベルお気に入りのプロットを書く能力に長けていたことに一因があった。それは、「火力的には優越する敵の異星人が、人間の優れた知性または不屈の意志によって敗れ去る」というプロットである。
人類が実際にそのような事態を勝ち抜けるかどうかは疑問であるが、アンヴィルの典型的な短編というべき作品は、アスタウンディング誌1956年9月号で発表された"Pandora's Planet"（未訳）であり、これは数度に渡って再掲載された。

## 日本語訳作品リスト
A Rose by Other Name (1960)
「別の名」、中村保男訳、創元推理（SF）文庫『年刊SF傑作選1』に所収
Mind Partner (1960)
「心のパートナー」、浅倉久志訳、「SFマガジン」1974年5月号に掲載
Bill for Delivery (1964)
「配達料金」、団精二訳、ハヤカワ文庫SF『時のはざま - ワールズ・ベスト』に所収
The Captive Djinn (1965)
「とらわれの魔神」、安田均訳、ハヤカワ文庫SF『忘却の惑星 - ワールズ・ベスト』に所収
The Hunch (1961)
「直感」、日夏響訳、「SFマガジン」1976年11月号に掲載
The Uninvited Guest (1967)
「招かれざる客」、宮脇孝雄訳、「奇想天外」1980年6月号に掲載
※以上、本節は下記の外部リンク4「翻訳作品集成」に全面的に頼った。